# Parafia Wniebowstąpienia Pańskiego w Iwanowie
Parafia Wniebowstąpienia Pańskiego w Iwanowie – rzymskokatolicka parafia znajdująca się w archidiecezji Matki Bożej w Moskwie, w Dekanacie Wschodnim. Posługę duszpasterską w parafii prowadzą księża diecezjalni, a według stanu na kwiecień 2018, jej proboszczem jest ks. Krzysztof Terepka.